# Chicago XXXII: Stone Of Sisyphus
Chicago XXXII: Stone Of Sisyphus es un álbum de estudio de la banda de rock estadounidense Chicago, publicado el 17 de junio de 2008 por Rhino Records.

## Lista de canciones
1. "Stone of Sisyphus" - 4:11
2. "Bigger Than Elvis" - 4:31
3. "All the Years" - 4:16
4. "Mah-Jong" - 4:42
5. "Sleeping in the Middle of the Bed" - 4:45
6. "Let's Take a Lifetime" - 4:56
7. "The Pull" - 4:17
8. "Here with Me (A Candle for the Dark)" - 4:11
9. "Plaid" - 4:59
10. "Cry for the Lost" - 5:18
11. "The Show Must Go On" - 5:25

## Créditos
- Bill Champlin – teclados, voz
- Robert Lamm – teclados, voz
- Lee Loughnane – trompeta, bajo
- James Pankow – trombón
- Walter Parazaider – saxofón
- Jason Scheff – bajo, voz
- Tris Imboden – batería
- Dawayne Bailey - guitarras